# Ralph Craig
Ralph Cook Craig (Detroit, Míchigan, 21 de junio de 1889 - 21 de julio de 1972) fue un atleta estadounidense ganador de dos medallas de oro en los Juegos Olímpicos de 1912 en las pruebas de 100 y 200 metros celebrados en Estocolmo.
Inicialmente corría carreras de vallas, pero se pasó a las carreras de velocidad en la Universidad de Míchigan, Craig ganó los 220 metros del IC4A en 1910 y 1911 y en cada ocasión igualó el récord mundial de 21,2 en una recta. En 1911 también ganó los 100 y en 9,8. Tras su graduación en 1911, Craig representó a la YMCA de Detroit y, a pesar de la falta de instalaciones de entrenamiento adecuadas disponibles en el club, formó parte del equipo olímpico de 1912 para Estocolmo. Una vez en Suecia, Craig se entrenó de forma excepcional y consiguió el primer puesto en los dos sprints olímpicos. El gran favorito es otro estadounidense, Donald Lippincott, que en las pruebas clasificatorias consigue el récord del mundo con un tiempo de 10,6 segundos. Después de siete salidas falsas, Craig gana la carrera en 10,8 segundos. Lippincott quedó tercero. En la final de 200 metros de nuevo se tiene que enfrentar a su compatriota, consiguiendo repetir triunfo.
Inmediatamente después de las olimpiadas, abandonó su carrera deportiva. pero en sus últimos años se dedicó a la vela y fue suplente en el equipo olímpico de 1948. A menudo se escribe que Craig compitió en 1948 en Londres, pero esto no es correcto, aunque se le concedió el honor de llevar la bandera de Estados Unidos en la ceremonia de apertura.
Mejores marcas personales: 100 - 10.7 (1912); 200 - 21.7 (1912).
| Predecesor: Reggie Walker | Campeón Olímpico de 100 metros Estocolmo 1912 | Sucesor: Harold Abrahams (París 1924) |

| Predecesor: Robert Kerr | Campeón Olímpico de 200 metros Estocolmo 1912 | Sucesor: Allen Woodring (París 1924) |

| Predecesor: Al Jochim Berlín 1936 | Abanderado de los Estados Unidos en los JJ. OO. de verano Londres 1948 | Sucesor: Norman Armitage Helsinki 1952 |

- Datos: Q434789
- Multimedia: Ralph Craig / Q434789